# Deutsche Familiennamen
Im deutschsprachigen Raum entwickelten sich Familiennamen ungefähr vom 13. bis 16. Jahrhundert aus unfesten Namenszusätzen bzw. individuellen Beinamen. Am frühesten breiteten sich Familiennamen im Süden, in den Städten und im Adel aus.  Bis Mitte des 19. Jahrhunderts dominierte der Begriff Geschlechtsname, später setzte sich die Bezeichnung Familienname durch, die bis heute gebraucht wird (synonym auch Nachname oder Zuname).

## Historische Entwicklung
Im 9. Jahrhundert wurde erstmals in Venedig ein Familienname vererbt. Diese Sitte breitete sich im 10. Jahrhundert von dort nach Norditalien und Südfrankreich aus. Im 11. Jahrhundert gelangte der Brauch nach Katalonien und Nordfrankreich, im 12. Jahrhundert nach England und in das Gebiet der Schweiz. Danach wurde der Gebrauch eines festen Familiennamens in den west- und süddeutschen Städten üblich. Anfang des 15. Jahrhunderts waren Familiennamen überall im deutschen Sprachraum anzutreffen, aber nicht durchgehend. Der Familienname konnte noch wechseln, beispielsweise bei Wegzug oder aufgrund neuer Berufstätigkeit. Während der Adel seit der Erblichkeit der Lehen im Jahr 1037 feste Familiennamen trug, um seine Erbansprüche geltend machen zu können, folgten erst später die Patrizier und Stadtbürger. Bäuerliche Gegenden kamen ohne einen festen Familiennamen teilweise bis zum 17. oder 18. Jahrhundert aus, in Friesland wurde er im 19. Jahrhundert gesetzlich eingeführt.
Bis ins 12. Jahrhundert finden sich in Quellen nur eingliedrige Personennamen. Zunächst waren vor allem zweigliedrige germanische Rufnamen häufig, wie Gertrud, Gerhard, Dietlind, Dietmar, die zunehmend verkürzt wurden (z. B. Gehle, Gerdt, Dieta, Dietz), später erfreuten sich auch biblische Rufnamen großer Beliebtheit (etwa Katharina, Barbara, Martin, Jakob). Noch selten wurden Abstammungsbeziehungen durch unfeste Namenszusätze oder individuelle Beinamen zum Ausdruck gebracht, etwa durch die Nennung des Vatersnamens (vergleiche das Hildebrandslied: Hildebrand, Heribrandes Sohn). Weitere Beinamen, die zur näheren Beschreibung einer Person dienten, spielten auf ein besonderes Merkmal des Namensträgers an (z. B. nach dem Beruf, der Herkunft, der Wohnstätte oder nach dem Aussehen, einer Charaktereigenschaft oder Verhaltensweise). Diese Methode findet sich nur vereinzelt in den frühen Quellen.
Ab dem 12./13. Jahrhundert entwickelte sich allmählich aus dem eingliedrigen ein zweigliedriges Personennamenssystem; es wurden immer häufiger zwei Namenselemente – Rufname und Beiname – verwendet. Diese individuellen Beinamen waren im Gegensatz zum heutigen Familiennamen noch nicht vererbbar und in ihrer Erscheinungsform wandelbar. Sie konnten je nach Gebrauchskontext variieren, so wurde auf Johannes Gutenberg im 15. Jahrhundert beispielsweise referiert als joh(an)es de Alta villa, Henchen, Henchin zu Gudenberg, Hanns guttenberg, Johan gutenberg, Johann Gudenberg, Johan Gutemberg, hengin Gudenberg, Henne Ginsfleiss oder Johan guotenberg. Zu den Gründen für diese Veränderung im Personennamenssystem zählt die Bevölkerungszunahme und -verdichtung der damaligen Zeit. Besonders in den Städten wiederholte sich ein und derselbe Rufname bei vielen Personen. Sehr häufige Rufnamen germanischen Ursprungs waren beispielsweise Heinz (Heinrich), Kuntz (Konrad), Fritz (Friedrich) (vergleiche die Redewendung Hinz und Kunz) sowie Gunda, Kungundt (Kunigunde), Metze (Mechthild), Adelheid. Noch häufiger waren biblische Rufnamen wie Margret, Els (Elisabeth), Anna oder Hans (Johannes), Peter, Claus (Nikolaus). Zudem nahm die Zahl der schriftlichen Urkunden und Verträge sowie die soziale Mobilität (z. B. von Handwerkern oder Händlern) zu. Dies machte es erforderlich, eine Person durch ihren Namen konkreter identifizieren zu können.
Man geht davon aus, dass die Entwicklung von individuellen Beinamen zu festen, vererbbaren Familiennamen im 16. Jahrhundert abgeschlossen war. Letztere zeichnen sich dadurch aus, dass Väter bzw. Eltern und ihre Kinder denselben tragen und z. B. ein Berufsname nicht (mehr) mit dem tatsächlich ausgeübten Beruf einer Person übereinstimmen muss (Fritz Becker ist nicht Bäcker, sondern Schmied von Beruf). Dennoch waren die Familiennamen zu dieser Zeit noch nicht so beständig wie heute. Bis in das 19. Jahrhundert hinein konnte sich die Schreibweise des Familiennamens ändern, teilweise wurde der Name gekürzt, erweitert oder vollständig ersetzt. Dies stellt eine der Hauptursachen für Tote Punkte der genealogischen Forschung dar.
Oft wird die Veränderlichkeit über eine bloße Veränderung der Schreibweise hinaus unterschätzt. Aus einem Ruhdorff, später Rudroff und Rudolph, konnte ein Rother und Ruther werden, sogar Röther und Röder. Namen konnten erweitert (etwa durch Zusammenziehung mit dem väterlichen Beinamen) oder gekürzt (Schummann zu Schumm), bei Gebildeten auch latinisiert werden. Tauchte in einem Ort ein Namensträger mit einem seltenen Namen auf, so wurde der Name oft an bereits bekannte Namen angeglichen (Preterman zu Brettner, Kreynitz zu Grentz), wobei die Veränderungen tiefgreifend sein und Vokale (Jahn zu John), auch als Anfangsbuchstaben, betreffen konnten.
Erste rechtliche Einschränkungen bezüglich Namensänderungen wurden im 17. Jahrhundert veranlasst, z. B. 1662 im Kurfürstentum Sachsen zur Benennung unehelicher Kinder oder im Kurfürstentum Bayern, wo ab 1677 Namensänderungen nur noch mit Genehmigung erlaubt waren. Im ausgehenden 17. und im 18. Jahrhundert folgten viele weitere Einschränkungen in Gebieten des Heiligen Römisches Reichs. Im Deutschen Reich wurden 1875 die Standesämter eingeführt und die vorhandenen Namen spätestens mit der Einführung des Bürgerlichen Gesetzbuchs festgeschrieben. Seitdem trägt jeder einen oder mehrere Vornamen und einen Familiennamen, und zwar in dieser Reihenfolge. Zur Entwicklung siehe unter Namensrecht. In einigen deutschen Mundarten steht der Familienname vor dem Vornamen an erster Stelle, z. B. die Müller Anna oder (s) Müllers Anna.
Heute sind in Deutschland Änderungen des Ruf- und Familiennamens nur unter bestimmten Umständen erlaubt, insbesondere bei Eheschließung, Ehescheidung, aber auch durch Adoption, Legitimation und Ehelichkeitserklärung unehelicher Kinder, Nobilitierung, Konfessionswechsel (Übertritt aus dem Judentum), Namensverleihung für Findelkinder, durch Bildung von Doppelnamen wie „Schulz-Blochwitz“ bei zu häufigen Namen oder durch Annahme von Künstlernamen. Auch wurden und werden „fremd“ klingende Namen eingedeutscht.

## Benennungsmotive
Die meisten Familiennamen leiten sich ab:
- aus Berufs- und Amtsbezeichnungen (Berufsname)
- vom Vornamen des Vaters (Patronym) oder der Mutter (Metronym)
- von Eigenschaften der Person (Übername)
- von der geographischen Herkunft (Herkunftsname)
- von Besonderheiten der Wohnstätte (Wohnstättenname)

Nicht selten gehört ein gleichlautender (homonymer) Familienname zu mehreren Kategorien. Zum Beispiel kann der Name Beck ein Berufsname („ein Bäcker“) sein, aber auch ein Wohnstättenname („jemand, der an einem Bach wohnt“).

### Beruf
Familiennamen nach Beruf, Amt und Stand: Bei dieser Namensgruppe können viele kulturgeschichtliche Aspekte des Mittelalters nachverfolgt werden, die Vielfalt der amtlichen Tätigkeiten oder die starke Entfaltung des Handwerks. Viele dieser Berufe und Tätigkeiten existieren nicht mehr, wie Riemenschneider, Sattler und Wagner.
Unter den 50 häufigsten deutschen Familiennamen stellen die Berufsnamen die Mehrheit (30 Namen), schon die ersten 14 sind Berufsbezeichnungen. Dazu gehören Huber/Hofer (Bauer), Müller, Schmidt (Schmied), Schneider, Fischer, Meyer (Pächter, Leheninhaber eines größeren Gutes, Großbauer), Weber, Wagner (Wagenbauer), Becker (Bäcker), Schäfer und Schulz (vom Landesherrn eingesetzter örtlicher Beamter, Vollstreckungsbeamter, Bürgermeister).
Die Häufigkeit des Namens Müller zeigt beispielsweise die gesellschaftlich wichtige Rolle dieses Berufes. Zu dieser Gruppe zählen auch Namen wie Schuster oder Schmied (in allen Varianten). Manche Berufsnamen kamen nur in bestimmten geografischen Regionen auf, Rebmann, Winzer, Flößer. Diese Namen konnten nur dort entstehen, wo diese Berufe auch möglich waren, wo klimatische oder landschaftliche Bedingungen gegeben waren. Einige Familiennamen mit Bezug zu einem Beruf entstanden nicht unmittelbar aus der Berufsbezeichnung. Die Benennung kann indirekt auf eine Sache oder Auffälligkeit zurückgreifen, die mit dem Beruf zu tun hatte. Beispielsweise bei Berufsübernamen: Nabholz für einen Wagner, Stoiber oder Stauber für einen Müller, Hartnagel für einen (Nagel-)Schmied.

### Vornamen des Vaters, der Mutter
Bei Familiennamen aus Rufnamen wurde bei der Namensgebung eine Beziehung des ersten Namensträgers zu einem anderen Menschen verwendet. Häufig handelt es sich um Patronymika (Vatersnamen) aber auch um Metronymika (Mutternamen). Letztere finden sich besonders dann, wenn die Mutter eine höhere Stellung oder größeren Bekanntheitsgrad hat. Beispiele sind Namen wie Albrecht, Dietrich, Konrad, auch Abwandlungen, Petermann oder Peters. Aus diesen vielen unterschiedlichen Namensformen, die aus einem Rufnamen hervorgehen können, ergibt sich der große Umfang dieser Gruppe. Ursprünglich war dies in vielen Sprachen weit verbreitet. Besonders ausgeprägt war die patronymische Form in Skandinavien und Norddeutschland. Durch Anhängen der Endung -sen oder -son entstanden die typischen und häufigen Familiennamen wie Hansen, Peterson.
Sehr viel seltener finden sich von der Mutter abgeleitete Namen, zum Beispiel Tilgner von Ottilie, Trienes von Trina (= Catharina) oder Merkens von Merken (= Maria). Im Laufe der Jahrhunderte verschwand außerhalb von Norddeutschland die Endung; es blieb nur der Vorname allein als Familienname (wie Claus, Johann oder Otto). Die häufigsten deutschen Familiennamen dieser Art sind Hartmann, Werner, Herrmann, Walter, Friedrich und Günther.
Beispiele für Vatersnamen, die mit einem lateinischen Genitiv („aus der Familie des Paul“ oder „Pauls Sohn“) gebildet werden, sind Pauli, Jakobi, Petri, Ruperti oder Caspari. Die Vielfalt deutscher Dialekte und die Praxis, gängige Vornamen abzukürzen oder zu verändern, führt dazu, dass Namen wie Wetzel (Variante von Werner), Jahn (von Johannes), Vick (= Friedrich) oder Bentele (von Pantaleon) nicht mehr als ursprüngliche Patronyme erkennbar sind. Besonders ursprünglich auf -old und -hart endende Vornamen enden mit einem starken Genitiv-z, solche mit der Endung -s, -z oder einer Vokalendung enden mit einem -en (Otten von Otto).

### Eigenschaften
Übernamen sind meist nach persönlichen Auffälligkeiten eines Menschen gewählt worden. Namensgebend sind
- die Körpergröße: Klein, Groß, Lang, Kurz
- die Haarfarbe: Braun, Schwarz; Voss (niederdeutsch für „Fuchs“ im Sinne von rothaarig); Kohl, schwarz wie Kohle; die Haarform: Krause
- andere Körpermerkmale: Link (für einen Linkshänder), Fuß (für jemanden mit auffälligem Fuß)
- Charaktereigenschaften: Kühn, Fromm, Gut, Böse, Uebel, Froboess („früh böse“, „früh verdorben“)
- biographische Merkmale: Neumann (für einen neu Zugezogenen)

### Herkunft
Herkunftsnamen geben an, woher die Person oder die Familie ursprünglich stammt oder wo sie längere Zeit gewohnt hat. Diese Namen entstanden in einer Zeit, in der sich eine starke Binnenwanderung vollzog und die Landbevölkerung in die auflebenden Städte zog. Zugezogene wurden oft nach ihrer Heimat benannt, etwa „Klaus [aus] Brandenburg“. Dabei entstanden Herkunftsnamen nach Ländern und Völkern (Unger, „der Ungar“), nach Stämmen (Bayer) und nach Regionen (Bergsträßer). Die häufigsten Herkunftsnamen sind: Frank(e) (aus Franken), Böhm(e) (aus Böhmen), Hess(e) (aus Hessen), Sachs(e) (aus Sachsen), Pohl (aus Polen oder Beziehung zu Polen, aber auch Orts- und Wohnstättenname).
Viele Herkunftsnamen gehen auf Ortsnamen zurück, zum Beispiel Basler („aus Basel“) oder Adenauer („aus Adenau“). Solche Familiennamen tragen häufig die Namensendungen von Orten: -bach, -berg, -burg, -dorf, -feld, -hagen, -hausen, -heim, -stein, -thal, -wald (zum Beispiel Lindenberg, Frankenstein, Grünewald). Auf slawische Orte bezieht sich die Namensendung -ow (eingedeutscht -au). Die Zuordnung zu einem bestimmten Ort allein anhand eines bestimmten Namens ist nicht immer möglich, da häufig mehrere Orte mit demselben Namen existieren, außerdem machen Personennamen bei Umzug einen viel vielfältigeren und weitreichenderen – und auch anderen – Lautwandel durch als die Namen der Orte selbst, sodass Herkunftsnamen bis zur Unkenntlichkeit entstellt sein können.

### Wohnstätte
Wohnstättennamen gehen von einem Merkmal der Wohnstätte aus. Das kann zum Beispiel die Form des Geländes sein, Ebner (Wohnstätte im flachen Gelände), Berger (am Berg), Kuhlmann (in einer Vertiefung). Häufige Namen dieser Art sind: Becker und Beck (am Bach wohnend; auch Berufsname), Stein, Horn, Busch und Bergmann (auch Berufsname).
Es gibt immer wieder gleichlautende Orts- und Wohnstättennamen, was die Namensdeutung erschwert. Zum Beispiel kann Bühl (mittelhochdeutsch bühel „Hügel“) ein Herkunftsname sein (der erste Namensträger stammte aus einem Ort namens Bühl), aber auch ein Wohnstättenname (der erste Namensträger wohnte an einem Hügel). Bei Roth gibt es drei Möglichkeiten: Übername zur Farbe Rot (der Namensträger war rothaarig), Herkunftsname (er stammte aus einem Ort namens Roth), Wohnstättenname (er wohnte an einem gerodeten Platz).
Auch Hausnamen und ihre Ableitungen gehören am Rande zu dieser Kategorie. Zum Beispiel bedeutet der Name Sonderegger: „im Hof Sonderegg wohnhaft“ oder „vom Hof Sonderegg stammend“. Die „-er“-Bildung ist typisch oberdeutsch. Solche Namen ähneln den Herkunftsnamen, sie beziehen sich (ursprünglich) auf eine einzelne Wohnstätte in der Nachbarschaft. In ländlichen Gebieten blieb die Tradition, den Hofnamen oder den Hausnamen wie einen Familiennamen (oder neben ihm) zu verwenden, noch lange erhalten (siehe Genanntname).

### Weitere Besonderheiten

#### Weibliche Endung (Femininmovierung)
Im Zuge der Entstehung der Familiennamen wurde häufig zwischen männlichen und weiblichen Formen des Familiennamens unterschieden. Die Beinamen bzw. Familiennamen von Frauen wurden oft durch Ergänzung der Endung -in markiert. Bekannte Beispiele sind die Karschin, die Neuberin, die Lutherin oder Luise Millerin aus Friedrich Schillers Drama Kabale und Liebe. Dieses Suffix wurde noch bis ins 18. Jahrhundert in amtlichen Dokumenten wie den Kirchenbüchern genutzt. Die sogenannte Femininmovierung  von Familiennamen endete standardsprachlich im frühen 19. Jahrhundert und ist heute noch dialektal bzw. umgangssprachlich vor allem im oberdeutschen Sprachraum zu finden, beispielsweise im Bairischen (die Bernauerin) sowie in Form der Endung -e im Schwäbischen, -i im Alemannischen oder -n im vogtländischen Dialekt (die Müllern).

#### Adelsprädikatvon
Zu den Frühformen der Herkunfts- und Wohnstättennamen gehören Bildungen wie Walther von der Vogelweide (nach einem Flurnamen) und Dietrich von Bern („aus Verona“, dessen alter deutscher Name Bern lautet). Das entspricht etwa einem holländischen Anthonis van Dyck („am Deich lebend“), einem englischen Anselm of Canterbury oder einem Jörg uff der Flüe in der Schweiz. Die Herkunftsangaben entstehen in der ausgehenden Zeit der Einnamigkeit, fixieren sich zu Familiennamen und verlieren später oft das von.
Vor dem 16. Jahrhundert war die Präposition selten ein Namenszusatz des Adels, sondern wurde als Angabe der Herkunft zum Bestandteil vieler Familiennamen, wie etwa von Flüe. Auch grundbesitzende Familien gaben diesen über das Wörtchen von an, z. B. „von Habsburg“ für die Hausherren der Habsburg. Erst mit dem allmählichen Verschwinden der Präposition von in den Namen des Bürgertums im 17. Jahrhundert konnte sich die Funktion der Präposition von als Adelsprädikat entwickeln. Heute koexistieren Familiennamen mit Adelsprädikat und Herkunftsnamen mit der Präposition von, ohne dass diese auf eine frühere Zugehörigkeit zur Adelsschicht hinweisen.

#### Humanistennamen
In der frühen Neuzeit benutzten Gelehrte häufig latinisierte Formen ihres Familiennamens. Manchmal wurde dazu der deutsche Name übersetzt (Sagittarius aus Schütz, Praetorius bzw. Scultetus aus Schulz oder Schultheiß, Agricola aus Bauer, Mercator aus Kaufmann), manchmal wurde nur eine lateinische Endung angehängt (Schwarzbegius oder Nicolaus Copernicus von „Koppernigk“). Übersetzungen unter Verwendung des Geburtsortes kamen vor (Regiomontanus für Königsberger). In manchen Familien blieb die lateinische Form als Familienname erhalten. Seltener wurden auch gräzisierte Namen benutzt. Das berühmteste Beispiel ist Melanchthon („Schwartzerdt“). Nach dem Pastor Joachim Neander, deutsch Neumann, wurde das Neandertal und dadurch mittelbar auch der Urmensch Neandertaler benannt.
Bei den Humanistennamen geht es nicht im engeren Sinn um die Herkunft des Namens. Vielmehr wurden bereits vorhandene Namen in die Sprachen der Gelehrten übersetzt.

#### Tiernamen
Familiennamen, die auf Tiernbezeichnungen zurückgehen, bilden keine eigenständige Herkunftskategorie. Es handelt sich oft um Übernamen, die auf eine Eigenschaft des Tieres Bezug nehmen. Der Hintergrund der Benennung kann eine Tätigkeit sein, die mit dem Tier zu tun hatte, oder der Name wurde von einem Haus übernommen, auf dem ein Tier dargestellt war. Darüber hinaus kann ein Familienname wie ein Tiername klingen, aber in einem ganz anderen Zusammenhang entstanden sein.
Fuchs ist der häufigste Tiername unter den Familiennamen. Möglicherweise bekam ein erster Namensträger wegen seiner Schläue diesen Namen – oder weil er rothaarig war. Eine berufliche Beziehung zu Füchsen als Jäger, Fellhändler oder Kürschner kann ebenfalls das Motiv der Benennung gewesen sein.
Hahn ist der zweithäufigste Name dieser Art. Auch dieser Name ist nicht immer vom Tier abgeleitet. Es kommt unter anderem ein Herkunftsname in Betracht (vgl. die Ortsnamen Hahn und Hagen). Es kann sich um eine Kurzform des Rufnamens Johannes handeln.
Der Familienname Wolf (Wolff, Wulf, Wulff) kann als Übername von der Gefährlichkeit oder Wildheit des Wolfes abgeleitet sein. Es kann sich um eine Kurzform von Rufnamen wie Wolfgang handeln.

#### Satznamen
Auch kurze Sätze (Syntagmen) konnten zu Familiennamen werden. Beispiele wie Deubelbeiss „Beiß den Teufel“, Kliebenschädel „Spalt den Schädel“ und Schlaginhauf, Schlagenhauf oder Schlaginhaufen „Schlag in den Haufen“ standen ursprünglich für draufgängerische Typen, Hablützel „Hab wenig“, Nievergelt „Bezahl nie“ und Kehrein „Kehr (in das Wirtshaus) ein“ waren spöttisch gemeint. Hauenstein „Hau den Stein“, Hebeisen „Heb das Eisen“, Klopfenstein „Klopf den Stein“, Schaltenbrand „Schür das Feuer“ und Spaltenstein „Spalt den Stein“ bezogen sich zuerst auf jemanden, der einen entsprechenden Beruf ausübte; Haudenschild oder Hauenschild „Hau den Schild“ kann sowohl der Kategorie der Draufgänger wie der Berufsleute zugeordnet werden. In der volkstümlichen Literatur des späten Mittelalters und der frühen Neuzeit waren Satznamen besonders beliebt. Ein Familienname wie Feigenwinter „Vernichte den Winter“ könnte damit aus einem Fasnachtsspiel stammen.

## Familiennamen aus anderen Sprachräumen
In Deutschland finden sich nicht nur Familiennamen deutscher Herkunft, sondern auch solche aus anderen Sprachräumen. Diese sind meist durch Sprachkontakt und/oder Migration in das Familiennameninventar Deutschlands gelangt. Namen aus anderen Sprachräumen sind zum Teil auf ähnliche Weise entstanden wie die oben genannten deutschen Namen (z. B. aus Berufen oder Rufnamen), teilweise liegen aber auch andere Benennungsmotive zugrunde (etwa im Falle türkischer oder chinesischer Familiennamen).

### Slawische Herkunft
Viele Familiennamen in Deutschland sind slawischen Ursprungs. Beispiele: Hannak, Hanika, Horak, Nowak, Noack, Krahl und Kroll, Kralik, Kafka, Juskowiak, Szepan, Kuzorra, Sobotka. Manche slawische Namen liegen eingedeutscht vor, etwa Koller für slav. kolar (dt. Wagner) oder Kretschmer und Kretschmar.

### Französische Herkunft
Familiennamen französischer Herkunft kamen durch historische Einwanderungsbewegungen seit dem 16. Jahrhundert nach Deutschland, durch wechselnde politische Herrschaften in bestimmten Regionen sowie durch wirtschaftliche Verbindungen. Die größte Einwanderungswelle geht auf französische Protestanten zurück. Zwischen 1685 und 1730 flüchteten mehrere zehntausend sogenannter Hugenotten vor politischer und religiöser Verfolgung nach Deutschland, ihre Familiennamen konnten sich zum Teil erhalten (z. B. Allard). Nicht jeder Familienname französischen Ursprungs ist jedoch ein Hugenottenname, da unabhängig von der Konfession immer wieder Menschen aus französischsprachigen Regionen eingewandert sind. Französische Namen finden sich auch infolge von Zuwanderung aus Lothringen und der Wallonie daneben häufiger im Saarland und im Raum Trier.
Die Namen erscheinen teilweise in stark veränderter Form, sodass der französische Ursprung nicht mehr nachvollziehbar ist, so geht der deutsche Familienname Schirra auf den französischen Familiennamen Gérard zurück, Schwalie auf Chevalier (‘Reiter, Ritter’) und Leblang auf Leblanc (‘der Weiße’). Namen wie Lafontaine, Bouffier oder Cezanne erscheinen fast unverändert. Weitere Beispiele für eingedeutschte französische Familiennamen: Dümont/Dumont, Pieroth/Pierrot, Dupong/Dupont, Schillo/Gillot, Schording/Jourdain, Larosch/Laroche.

### Baltische Herkunft
Familiennamen auf -eit / -at gehen meist auf baltische Namen zurück, eine Vielzahl weiterer baltischer Namensendungen existieren. Vorfahren von Trägern dieser Namen stammen häufig aus Ostpreußen und Litauen (so aus dem Memelland), wie Wowereit, Karusseit, Willumeit, Bertuleit sowie Naujokat, Meschkat, Simmat, Rudat

### Weitere nicht deutscher Herkunft
Durch die Einwanderung von Gastarbeitern in die Bundesrepublik seit den 1950er Jahren sind italienische, spanische, jugoslawische, griechische, portugiesische und insbesondere türkische und kurdische Familiennamen in Deutschland verbreitet. Durch Gastarbeiter in der DDR und Flüchtlinge während des Vietnamkriegs sind vietnamesische Namen (am häufigsten ist Nguyen) in Deutschland vertreten.

## Adelstitel
Die nach dem Ersten Weltkrieg im republikanischen Deutschen Reich abgeschafften Adelstitel wie Prinz oder Freiherr werden seither als Bestandteil des Familiennamens geführt. Der vormalige Titel wird demnach nicht dem Vornamen vorangestellt, sondern erscheint hinter dem Vornamen; so wurde aus Prinz Carl zu Wied der Personenname Carl Prinz zu Wied, wobei Prinz zu Wied als Familienname gilt. In Österreich wurden die Adelstitel 1919 durch das Adelsaufhebungsgesetz aufgehoben und das Führen der Titel sowohl im öffentlichen als auch im rein gesellschaftlichen Verkehr unter Strafe gestellt.

## Schreib- und Lautvarianten
In den einzelnen deutschen Sprachräumen gibt es vielfältige Schreibvarianten von Familiennamen und oft mehrere Lautvarianten nebeneinander. Weitgehend bis ins 19. Jahrhundert hinein gab es eine traditionell gefestigte, aber nur in begrenztem Umfang eine generelle, überregionale, zum Teil noch nicht einmal lokale Regelung der Schreibung. Die vom jeweiligen Schreiber gewählte Form der schriftlichen Fixierung war zwar nicht völlig willkürlich, jedoch sind bei der Wiedergabe bestimmter Laute und Lautverbindungen Toleranzen nachzuweisen. Bei der schriftlichen Fixierung der Familiennamen wurden die in den einzelnen Sprachräumen gebräuchlichen, im gesamten deutschen Sprachgebiet aufgrund der mundartlichen und umgangssprachlichen Verhältnisse sehr vielfältigen Lautvarianten aufgezeichnet. Bei den aus fremden Sprachen zu uns gekommenen Familiennamen musste eine mehr oder weniger sachgerechte Anpassung an das deutsche Phonem- und Graphemsystem vorgenommen werden.
Die Aufzeichnung der Familiennamen und die Herausbildung einer endgültigen, dann nicht mehr veränderbaren Schriftform erfolgte zu unterschiedlichen Zeiten, so dass mehrere Stufen der lautlichen Entwicklung und auch der schriftlichen Wiedergabe dieser Entwicklung einwirkten.

## Namen mit Sonderzeichen
Personen mit Umlauten und ß im Namen haben häufig Probleme, da viele elektronische Systeme diese Zeichen nicht verarbeiten können und auf Umschreibungen (ae, oe, ue, ss) ausgewichen werden muss. Gerade in Personalausweisen und Reisepässen ist der Name in zweierlei Weise geschrieben, einmal richtig und in der maschinenlesbaren Zone (MRZ) mit Umschrift der Sonderzeichen (z. B. Schröder / SCHROEDER, Weiß / WEISS), was besonders im Ausland für Verwirrung und Verdacht auf Dokumentenfälschung sorgt. Österreichische Ausweisdokumente können (müssen aber nicht) eine Erklärung der deutschen Sonderzeichen (auf Deutsch, Englisch und Französisch, z. B. ‚ö‘ entspricht / is equal to / correspond à ‚OE‘) beinhalten.
Das deutsche Namensrecht (Nr. 38 NamÄndVwV) erkennt Sonderzeichen im Familiennamen als Grund für eine Namensänderung an (auch eine bloße Änderung der Schreibweise, wie von ‚Schröder‘ zu ‚Schroeder‘ oder von ‚Weiß‘ zu ‚Weiss‘, gilt als solche). Am 1. Oktober 1980 stellte das Bundesverwaltungsgericht noch einmal fest, dass die technisch bedingte fehlerhafte Wiedergabe von Sonderzeichen auf elektronischen Systemen ein wichtiger Grund für die Änderung des Familiennamens sein kann (der Kläger wollte die Schreibweise seines Namens von ‚GÖTZ‘ in ‚GOETZ‘ ändern, war aber damit zunächst beim Standesamt gescheitert; Aktenzeichen: 7 C 21/78).

## Rechtliche Grundlagen (Deutschland)
Als „Familienname“ im juristischen Sinn wird in Deutschland lediglich der „Nachname“ einer Person bezeichnet. Dieser individuelle Nachname kann vollkommen anders sein als der Nachname der Herkunftsfamilie, der Nachname des Ehegatten oder der Nachname der Kinder. Mit dem Begriff „Ehename“ definiert der Gesetzgeber in § 1355 BGB jenen Nachnamen, den Eltern ihren Kindern geben wollen. Anders gesagt: „Familienname“ ist der eigene Nachname, „Ehename“ der Nachname der Kinder.
Die bürgerlichen Bestimmungen über den Namen werden in der Bundesrepublik Deutschland nur auf ethnische Deutsche angewendet. Bundesdeutsche Behörden und Gerichte wenden auf einen Ausländer das Recht desjenigen Staates an, dem der Ausländer angehört oder entstammt. Soweit bundesdeutsche Vorschriften anzuwenden sind, erfolgt die Namensvergabe durch:
1. Geburt
2. Adoption
3. durch Neubestimmung bei einem Minderjährigen innerhalb enger Grenzen (z. B. bei Sorgerechtsänderungen)
4. Eheschließung und Ehescheidung

Der Träger eines Namens kann einem Unbefugten die Verwendung seines Namens untersagen und ihn bei Besorgnis weiterer unbefugter Verwendung auf Unterlassung in Anspruch nehmen. Das Gleiche gilt, wenn dem Berechtigten die Berechtigung, den Namen zu führen, bestritten wird. Des Weiteren kann der Namensinhaber Schadenersatz verlangen, soweit ihm durch die unbefugte Verwendung ein Schaden entstanden ist. Der Nichtberechtigte hat dasjenige, was er infolge des widerrechtlichen Namensgebrauchs erlangt hat, dem Berechtigten herauszugeben. Diese Ansprüche spielen bei Namen, die in der Werbung verwendet werden (jemand lässt ohne Zustimmung von Boris Becker Kleidungsstücke mit diesem Namensaufdruck erzeugen), oder bei der Vergabe von Domainadressen (jemand meldet eine Domainadresse unter seinem oder unter einem fremden Namen an, der eine notorisch bekannte Firma ist) eine Rolle.
Öffentlich-rechtlich kann eine Namensänderung aus wichtigem Grund erfolgen.